# Lucy Phere
Lucy Phere – drugi singel z albumu Old Is Gold zespołu T.Love. Utwór w trzecim tygodniu pobytu zdobył pierwsze miejsce Listy Przebojów Trójki.

## Tekst
Piosenka jest dialogiem szatana (Lucyfera) z człowiekiem. Przekazuje treści uniwersalne, a zarazem odwołujące się do współczesności (związany z tym styl języka, np. "ja ci zrobię fantastyczny PR", "a ty będziesz big star"). Podejmuje temat pokus ludzkich i wolnego wyboru postępowania.

## Cytaty o piosence
Muniek Staszczyk: "Lucy to metaforycznie kobieta, a nawet więcej. To metafora życia, wiecznego odbijania się od demona do Boga. Dlaczego imię żeńskie? Bo kobieta to pokusa. Normalne, ludźmi jesteśmy..."."Ten numer to jeden z pierwszych kawałków, jakie powstały z myślą o "Old Is Gold". To było na początku 2010 roku. Byłem wtedy naprawdę w fatalnym stanie psychicznym i fizycznym. Kiedy zagraliśmy "Lucy", po raz pierwszy, na próbie, miałem ciarki na plecach. To jeden z lepszych tekstów, jakie napisałem w życiu."

## Notowania
| Lista                              | Pozycja |
| ---------------------------------- | ------- |
| Extralista                         | 1       |
| Lista Polskiego Radia PiK          | 1       |
| Lista przebojów Programu Trzeciego | 1       |
| Lista Przebojów Radia Białystok    | 1       |
| Lista Przebojów Radia Nysa         | 9       |
| Lista Przebojów Radia Merkury      | 1       |
| Szczecińska Lista Przebojów        | 5       |
| Złota Trzydziestka Radia Koszalin  | 6       |

## Teledysk
Premiera odbyła się 29 listopada 2012 r. Jego autorem jest Daria Kopiec.